# North American Datum

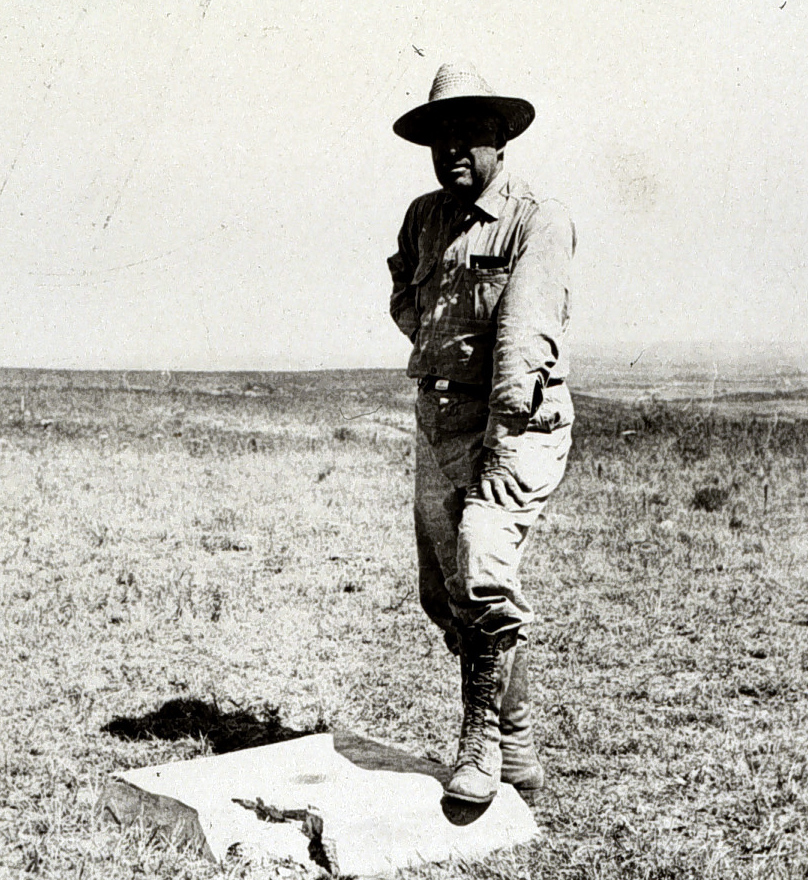
Fundamentalpunkt für das North American Datum von 1927 bei Meades Ranch in Kansas

Das North American Datum (NAD) ist das gemeinsame Bezugssystem für die Landesvermessung der Staaten Nord- und Zentralamerikas.
Geschichtlich bedingt unterscheidet man zwischen dem mittels klassischer Triangulationsverfahren begründeten North American Datum von 1927 (NAD 27) (mit einem auf der Erdoberfläche vermarkten Fundamentalpunkt) und dem moderneren mittels Satellitengeodäsie aufgebauten North American Datum von 1983 (NAD 83) (mit einem geozentrischen Ursprung).

## Geschichtliche Entwicklung

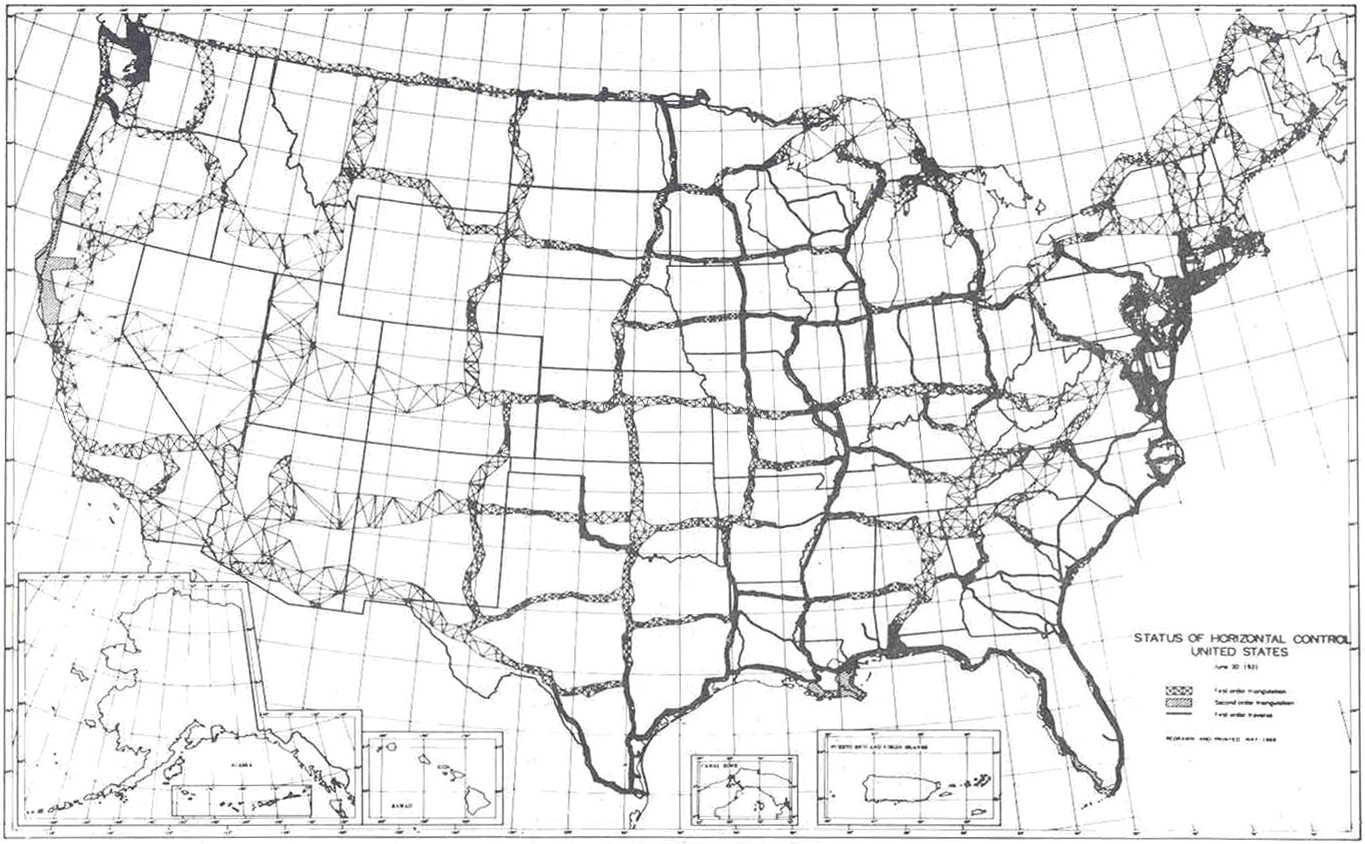
Ausbau des Triangulationsnetzes in den USA bis 1931

Das erste in den Vereinigten Staaten verwendete nationale geodätische Datum war das New England Datum von 1879. Als Fundamentalpunkt wurde Principio bei Perryville in Maryland festgelegt (in etwa bei 39° 35′ 30″ N, 76° 0′ 20″ W). Dieser Ort wurde gewählt, da er sich zur damaligen Zeit noch im Zentrum des geografischen Interesses der USA befand.
Von 1871 bis 1899 führte der National Geodetic Survey eine groß angelegte transkontinentale Vermessungs-Kampagne entlang des 39. Breitengrades durch, um das bereits weit ausgebaute Vermessungsnetz der östlichen Bundesstaaten mit der pazifischen Westküste zu verbinden. Im Zuge dieser Expansion war auch eine Verlagerung des Ursprungspunktes von Principio in die Mitte des nordamerikanischen Kontinents notwendig. Als neuen Fundamentalpunkt wählte man Meades Ranch, zwischen den Städten Lucas und Tipton in Kansas (bei 39° 13′ 26,7″ N, 98° 32′ 31,7″ W (WGS84)). Konsequenterweise benannte man das New England Datum um in U.S. Standard Datum.

## North American Datum von 1927 (NAD 27)
Nachdem 1913 Kanada und Mexiko beschlossen hatten, ebenfalls ihre Vermessungsnetze auf Grundlage des U.S. Standard Datum aufzubauen, wurde dieses in North American Datum umbenannt. Es basiert wie seine Vorläufer auf dem Clarke-Ellipsoid von 1866 und sein Fundamentalpunkt ist Meades Ranch in Kansas.
1927 wurden die Positionen von 25.000 Festpunkten durch Ausgleichungsmethoden auf Grundlage vergangener Vermessungsdaten neu berechnet. Aus dem so gebildeten Referenzrahmen von Festpunkten geht die Bezeichnung NAD 27 hervor.

## North American Datum von 1983 (NAD 83)

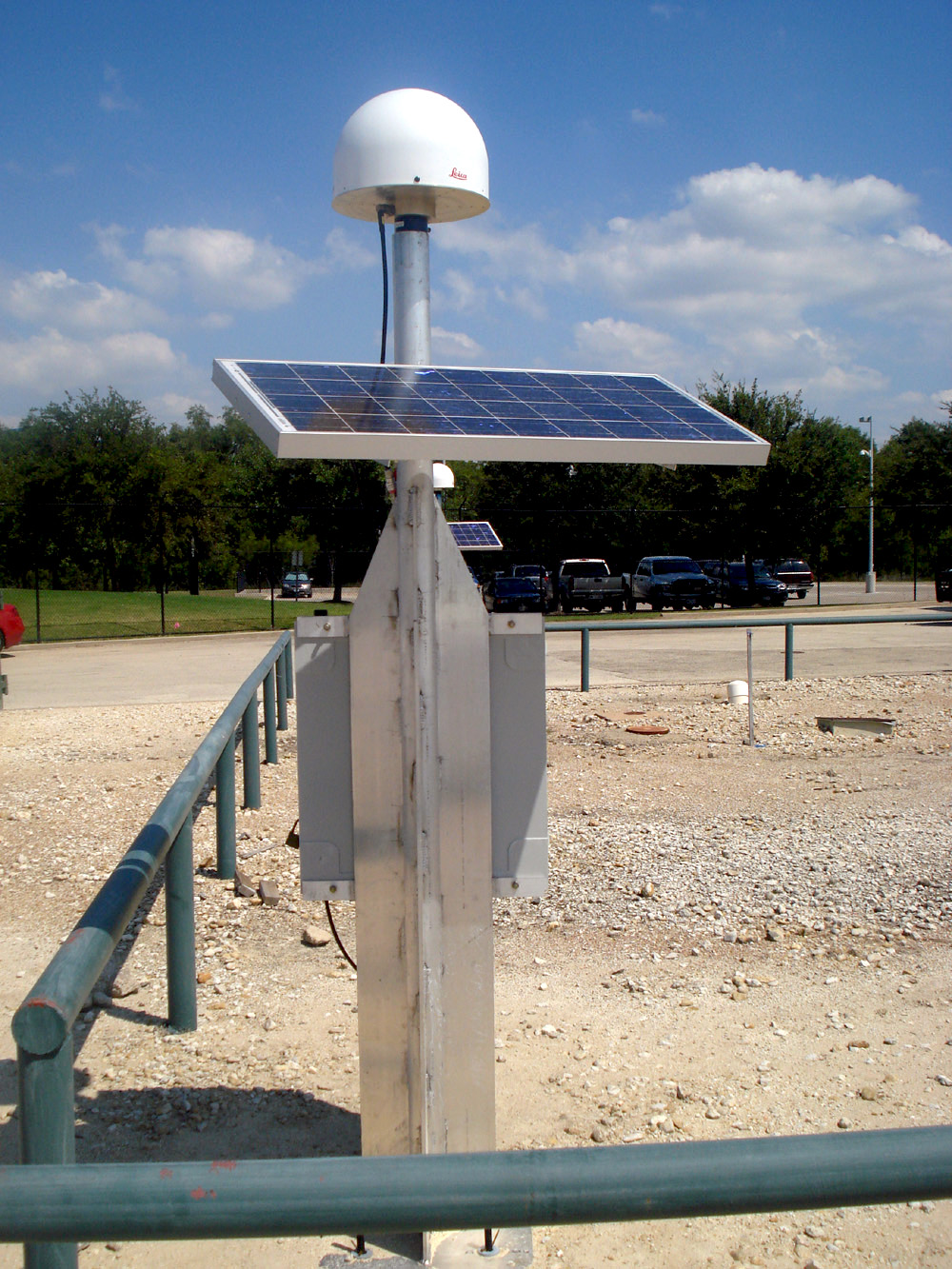
CORS-Beobachtungsstation in Spicewood, Texas

Mit der zunehmenden Verbreitung elektronischer Vermessungsmethoden, kam es in den 1970er Jahren vermehrt zu Widersprüchen zwischen dem Bezugssystem NAD 27 und den Ergebnissen lokaler Vermessungen. Auch stellte sich die Verwendung des Clarke-Ellipsoid als Grundlage des Bezugssystems als zu unpräzise und nicht mehr zeitgemäß heraus. So entschied man sich, ein neues Bezugssystem auf Basis des geodätischen Referenzsystems 1980 (GRS 80) als Erdmodell mit einem geozentrischen Ursprung aufzubauen. Dank moderner Verfahren der Satellitengeodäsie brauchte man nicht mehr länger einen Fundamentalpunkt auf der Erdoberfläche festzulegen. Die Realisierung des neuen Bezugssystems basierte auf einige hundert Stationen mit Doppler-Satellitenbeobachtungen.
Das in Zusammenarbeit der Vereinigten Staaten mit Kanada, Mexiko und Grönland entwickelte Bezugssystem North American Datum von 1983 (NAD 83) wurde 1986 erstmals veröffentlicht. 300 Personen arbeiteten sieben Jahre lang an diesem Projekt, welches bis dahin insgesamt 37 Mio. US-Dollar kostete.

### High Accuracy Reference Network (HARN)
In den späten 1980er Jahren kam es zur Entwicklung des Global Positioning System (GPS) und somit erneut zu einem erheblichen Fortschritt der Methoden der Landesvermessung. Von 1989 bis 1997 wurde das Bezugssystem NAD 83 daher nochmals durch ein Netzwerk von GPS-Beobachtungen verfeinert – dem sogenannten High Accuracy Reference Network (HARN).
Ab 1994 baute man ein Netzwerk ständiger GPS-Beobachtungsstationen auf: das Continuously Operating Reference Station (CORS), welches ein Bestandteil des International Terrestrial Reference Frame ist. Diese Stationen messen ständig ihre aktuelle Position und übermitteln die Daten an eine zentrale Auswertestelle. 2011 zählten bereits über 1800 GPS-Stationen von 200 verschiedenen Betreiberorganisationen zu diesem Netzwerk.
Zusätzlich werden je nach Bedarf (des US-Militärs oder der Vereinten Nationen) vereinzelt CORS-Stationen auch außerhalb Nordamerikas betrieben; zum Beispiel in Benin, Äthiopien oder dem Irak, wo die US Army in Zusammenarbeit mit dem National Geodetic Survey seit 2004 ein irakisches Bezugssystem, das Iraqi Geospatial Reference System (IGRS) aufbaut.
Übertragen auf die Situation in Europa ist das NAD 83 vergleichbar mit dem Europäischen Terrestrischen Referenzsystem (ETRS 89), sowie das CORS mit dem EUREF Permanent GPS Network.

### Koordinatentransformation von NAD 27 nach NAD 83

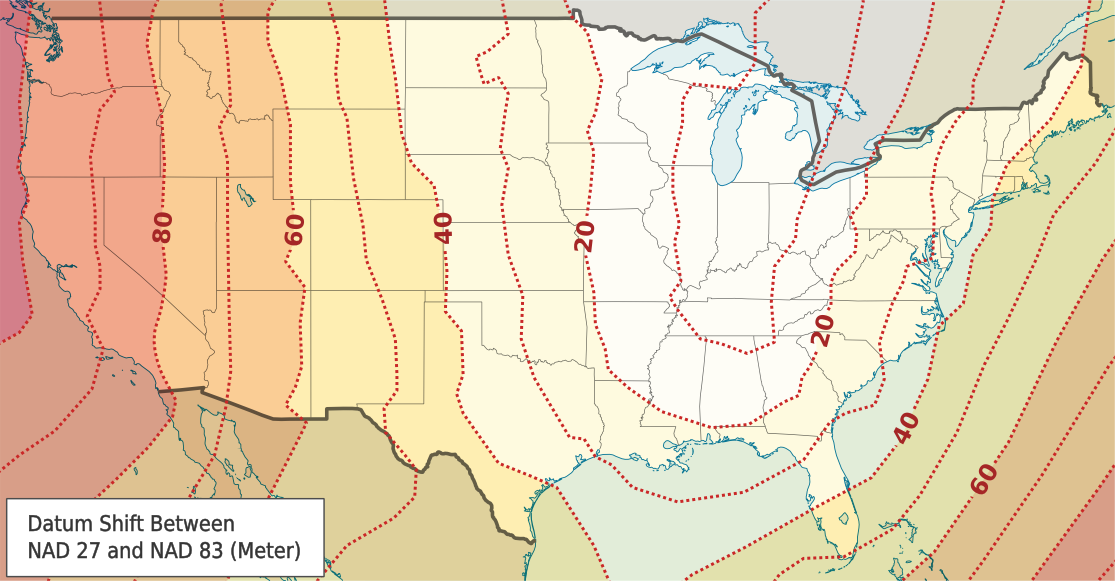
Unterschiede zwischen NAD 27 und NAD 83

Die Umstellung des NAD 27 auf das NAD 83 war nicht nur mit der Wahl eines neuen Referenzellipsoids verbunden, sondern auch mit einer Entzerrung und Neuberechnung des kompletten Referenzrahmens. In den Continental United States beträgt die Abweichung zwischen beiden Systemen 10–100 m, in Alaska und Puerto Rico über 200 m sowie auf Hawaii über 400 m. Die Umrechnung von Koordinaten aus NAD 27 nach NAD 83 ist daher nicht über eine einheitliche Formel möglich.
Der National Geodetic Survey hat für die Transformation eine spezielle Software (NADCON) herausgegeben, die mit einer gitternetzbasierten Interpolation auf Grundlage von jeweils in beiden Systemen bekannter Festpunktdaten arbeitet. Die Genauigkeit der Transformation mittels NADCON beträgt auf den Landmassen der Continental United States in etwa 15 cm und in Alaska, Puerto Rico, Hawaii etwa 50 cm. In Gegenden mit geringer Festpunktdichte kann der Fehler auch bis zu 1 m betragen.
Für Kanada hat der Earth Sciences Sector (ESS) der Natural Resources Canada eine ähnliche Software namens NTv2 entwickelt, welche ebenfalls mit einem gitternetzbasierten Transformationsverfahren arbeitet.

### Beziehung des NAD 83 zum World Geodetic System 1984 (WGS 84)
Das World Geodetic System 1984 (WGS 84) ist ein globales Referenzsystem, das speziell für den Einsatz im GPS geschaffen worden ist. Das im WGS 84 verwendete Referenzellipsoid ist mit dem des NAD 83 (GRS 80) nahezu identisch. Daher werden beide Datumsdefinitionen meist gleichgesetzt; auf Karten der USA findet sich als Datumsangabe häufig der Vermerk "NAD 83/WGS 84".
Da das NAD jedoch im Gegensatz zum WGS 84 primär ein Referenzsystem für Nordamerika sein soll, ist seine Realisierung (in Form von Festpunkten) an die Nordamerikanische Platte gebunden. Die durch Anschluss an solche Festpunkte innerhalb des NAD gemessenen Koordinaten haben also den Vorteil, dass sie (in Bezug auf Nordamerika) von den Effekten der globalen Plattenverschiebungen weitestgehend unbeeinträchtigt bleiben.
Das heißt, im NAD 83 beobachtete Koordinaten können nicht direkt mit Koordinaten aus dem WGS 84 verglichen werden, sofern es um Genauigkeiten unter einem Meter geht.